# أبراج مياه شارلوتنبورغ
أبراج المياه في شارلتنبورغ الأول والثاني كانوا سابقاً أبراج مياه لـ Akazienallee و Spandauer Damm في Berliner Westend. وبين البرجين يوجد منزل ينتمي إلى الطراز الهولندي والمنزل نصب محمي Ensemble. منذ العام 2010 يستخدمان لأغراض سكنية.

## التاريخ والوصف

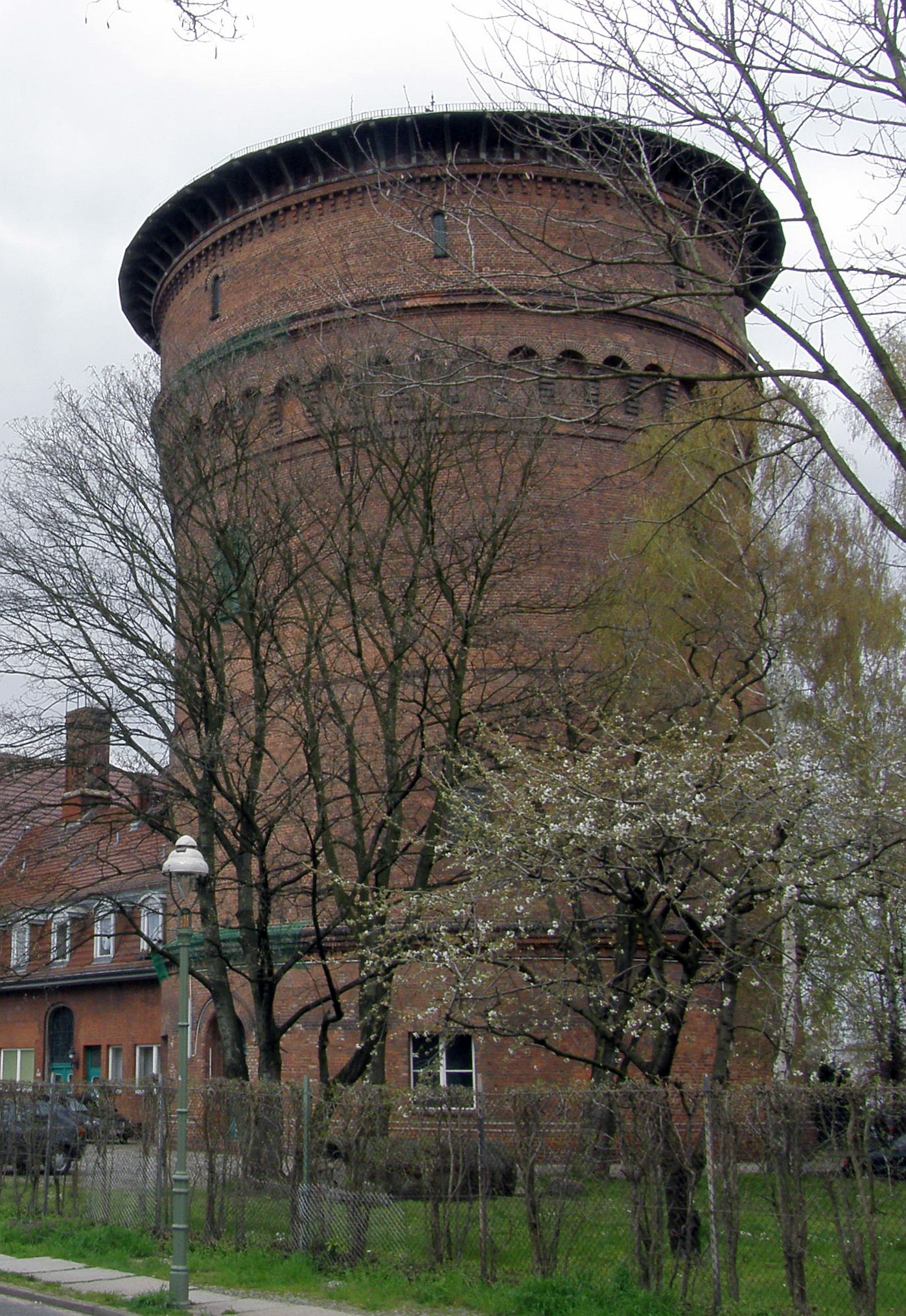
برج المياه شارلوتنبورغ الأول (البرج الشرقي)

برج المياه الأول هو البرج الأقدم والأصغر في شارلوتنبورغ (البرج الشرقي) بُني في عام 1881 وفقا لخطط برنهارد أوغست سالباخ. البرج الثاني في شارلوتنبورغ والذي يبلغ إرتفاعه 60م تم بناءه بين عامي 1909-1910 من قبل هاينريش سيلينج. لملئ الخزان بالمياه تم استخدام ثلاثة محطاة ضخ وهي محطة ضخ شارلوتنبورغ I، محطة ضخ شارلوتنبورغ الثاني، محطة ضخ شارلوتنبورغ الثالث والأخيرة تم استخدامها منذ العام 1950. شارك المهندسون والمعماريون في المقام الأول في جميع هذه المباني.
تم إيقاف تشغيل الأبراج (على الأرجح) في السبعينيات لتوفير مياه الشرب لسكان Westend . لم يكن هناك علامة على الاستخدام لفترة طويلة.

## استخدامات جديدة
باع مالك البرجين «مؤسسة المياه في برلين» Wasserwerke Berlin منذ فترة طويلة البرجين تحديداً في عام 2008. قام المشتري وبالتعاون مع مجموعة من المستثمرين في العام 2012 بتحويل البرجين إلى أماكن سكنية وأغراض تجارية. تم فتحها بواسطة ملحق مع مصعد وسلم. تم بناء 12 شقة في البرج الكبير وبلغ عدد الطوابق 14، وفي البرج الصغير سبع شقق وبلغ عدد الطوابق 7، ولكل شقة يوجد شرفة. التخطيط والتصميم والتعديلات تم إجراءها من قبل Kahlfeldt Architekten. يمكن أيضًا استخدام الغرف الناتجة تجاريًا ولأغراض سكنية. الشقق العلوية على سبيل المثال مساحتها 200 متر مربع وتحتوي على استديو تسجيل، والتي «تضمن الظروف الصوتية المثلى»، كما جاء في الوصف.